# Kasha Jacqueline Nabagesera
Kasha Jacqueline Nabagesera (1980) es una activista LGTB de Uganda, fundadora y directora ejecutiva de la organización Freedom and Roam Uganda, un grupo de defensa de los derechos LGBT, el único grupo lésbico del país.
Nabagesera ha sido una de las pocas voces públicas de los homosexuales en Uganda, donde la homosexualidad es ilegal y donde se está discutiendo una ley para condenar a muerte a los homosexuales por determinadas acciones. En consecuencia, ha sido atacada verbal y físicamente en diversas ocasiones. Ha sufrido en dos ocasiones una llamada «violación correctiva», para tratar de convertirla en heterosexual.
En 2010, Nabagesera abrió un bar para personas LGBT, llamado «Sappho Islands», que se encontraba en un suburbio de Kampala. Tuvo que cerrar en 2011.
Nabagesera estaba entre las 100 personas cuyos nombres y fotografías fueron publicados por el tabloide ugandés Rolling Stone (no confundir con la revista musical Rolling Stone) en un artículo que llamaba a la ejecución de homosexuales. Nabagesera y otros dos miembros de SMUG que aparecieron en el artículo, David Kato y Onziema Patience, denunciaron al periódico para forzarlo a dejar de publicar datos personales de personas que el periódico creía que son gays o lesbianas. La petición fue concedida el 2 de noviembre de 2010, en una resolución que prohibía efectivamente la publicación del periódico Rolling Stone. El 3 de enero de 2011, el juez del Tribunal Supremo V. F. Kibuuka Musoke, dictaminó que Rolling Stone había violado los derechos civiles de Kato y otros homosexuales cuando publicó sus fotos. La corte ordenó que el periódico pagase a Nabagesera y a los otros denunciantes $1.5 millones de chelines por persona. Tras la aparición de su nombre en el tabloide y sobre todo desde el asesinato de David Kato, Nabagesera se ha visto obligada a cambiar a menudo de residencia, para evitar ser asesinada.
Kasha Jacqueline Nabagesera ganó en 2011 el premio anual concedido por la defensa de los Derechos humanos por la Fundación Martin Ennals, basada en Ginebra (Suiza). El premio es el principal de los que es entregados por el movimiento global por los Derechos humanos, y en el jurado participan asociaciones como Amnistía Internacional, Human Rights Watch y la International Commission of Jurists. El premio le fue entregado por ser:

[...] an exceptional woman of a rare courage, fighting under death threats for human dignity and the rights of homosexuals and marginalized people in Africa.
[...] una mujer excepcional de una valentía poco común, luchando bajo amenazas de muerte por la dignidad humana y los derechos de los homosexuales y de las personas marginadas de África.
Fundación Martin Ennals (2011)

En febrero de 2012, el ministro de ética e integridad, Simon Lokodo, acompañado de la policía, se presentaron en el hotel en el que estaba realizándose un taller en el que participaban activistas LGBT. Amnistía Internacional informó de que el ministro trató de detener a Nabagesera.
En octubre del 2012 el Jurado del Premio Internacional de Derechos Humanos de Núremberg decidió concederle este premio en el año 2013, por su compromiso inquebrantable con la defensa de los derechos de personas de orientación homosexual, lesbiana y transsexual en Uganda.
En octubre de 2015 se le concedió el Premio al Sustento Bien Ganado, por «su valentía y persistencia, a pesar de la violencia y la intimidación, en trabajar por el derecho de gais y lesbianas a una vida libre de prejuicios y persecuciones.»

## Premios
- 2011, Premio Martin Ennals
- 2014, Premio al Sustento Bien Ganado